# Municipio de Jackson (condado de Sumner)
El municipio de Jackson (en inglés: Jackson Township) es un municipio ubicado en el condado de Sumner en el estado estadounidense de Kansas. En el año 2010 tenía una población de 140 habitantes y una densidad poblacional de 1,49 personas por km².

## Geografía
El municipio de Jackson se encuentra ubicado en las coordenadas 37°10′12″N 97°24′57″O / 37.17000, -97.41583. Según la Oficina del Censo de los Estados Unidos, el municipio tiene una superficie total de 94.14 km², de la cual 94,12 km² corresponden a tierra firme y (0,02 %) 0,02 km² es agua.

## Demografía
Según el censo de 2010, había 140 personas residiendo en el municipio de Jackson. La densidad de población era de 1,49 hab./km². De los 140 habitantes, el municipio de Jackson estaba compuesto por el 97,86 % blancos y el 2,14 % eran de una mezcla de razas. Del total de la población el 3,57 % eran hispanos o latinos de cualquier raza.